# Звонар Богородичине цркве 2
Звонар Богородичине цркве 2 (енгл. The Hunchback of Notre Dame II) амерички је анимирани филмски мјузикл из 2002. године у режији Бредлија Рејмонда. Наставак је филма Звонар Богородичине цркве из 1996. године. Објављен је 19. марта 2002. године. Добио је углавном негативне критике.

## Радња
Радња филма смештена је у 1488, шест година након догађаја из оригиналног филма и смрти Клода Фрола. Фебус радикао капетан париске страже под новим министром правде. Фебус и Есмералда су сада у браку и постали су родитељи петогодишњег сина по имену Зефир. Квазимодо је сада прихваћен члан париског друштва; иако још увек живи у Нотр Даму са својим пријатељима, гаргојлима Виктором, Игом и Лаверном, као звонар.

## Гласовне улоге
| Улога     | Глас              |
| --------- | ----------------- |
| Квазимодо | Том Халс          |
| Мадлен    | Џенифер Лав Хјуит |
| Сарош     | Мајкл Макин       |
| Есмералда | Деми Мур          |
| Фебус     | Кевин Клајн       |
| Зефир     | Хејли Џоел Осмент |
| Клопин    | Пол Кендел        |
| Виктор    | Чарлс Кимбро      |
| Хуго      | Џејсон Александер |
| Лаверн    | Џејн Витерс       |
| Архиђакон | Џим Камингс       |
| Стражар   | Џо Лала           |
| Ахил      | Френк Велкер      |
| Дебернова | Ејприл Винчел     |